# Rasmines bryllup
Rasmines Bryllup er en spillefilm, en folkekomedie, fra 1935 instrueret af George Schnéevoigt efter manuskript af Axel Frische og Fleming Lynge.

## Handling
I en lille gade i byens yderkant ligger der to små forretninger ved siden af hinanden: Nummesens urtekramhandel og Mikkelsens blikkenslagerforretning. Nummesen, den lille pudsige, gemytlige urtekræmmer elsker at drille den koleriske Mikkelsen. Mikkelsen vil gerne sælge forretningen, mest fordi økonomien er dårlig, efter at hans tidligere svend, Vilhelm forlod den. Nu kommer Vilhelm tilbage, til stor glæde også for Mikkelsens datter, der er forelsket i Vilhelm.

## Medvirkende
- Johannes Meyer
- Christian Arhoff
- Helga Frier
- Hans W. Petersen
- Beatrice Bonnesen
- John Price

## Eksterne Henvisninger
- Rasmines bryllup på Internet Movie Database (engelsk)
- Rasmines bryllup på Filmdatabasen
- Rasmines bryllup på danskefilm.dk
- Rasmines bryllup på danskfilmogtv.dk
- Rasmines bryllup på The Movie Database (engelsk)